# Rosta Nuova
Rosta Nuova (La Rosta in dialetto reggiano) è un quartiere residenziale della periferia sudorientale della città di Reggio Emilia, posto a 1,5 km dal centro storico.

## Geografia fisica
Il quartiere si trova in una zona residenziale di media pianura a sudest del centro storico, a 61 m s.l.m. Collocato a ridosso del tratto urbano della strada statale 467 di Scandiano, in un ambito totalmente a carattere urbano, confina a nord con il quartiere Mirabello, a est con la Pappagnocca, a sud con San Pellegrino e Buco del Signore e, a ovest, con il quartiere di Strada Alta e la zona di San Pietro extra mœnia. I principali corsi d'acqua che lo attraversano sono il canale di Secchia, parzialmente tombato, e il canale del Buco del Signore, completamente interrato.

## Origine del nome
Il toponimo Rosta, di origine longobarda, sta a individuare un’opera di sbarramento (paratoia) destinata a trattenere e frenare il corso delle acque ovvero una chiusa d’acqua che, in base alla cartografia catastale storica, coincide con l’antico mulino chiamato La Rosta. Il fabbricato era posto a ridosso del canale di Secchia, cento metri a est dell’attuale viale Risorgimento e demolito nella seconda metà del Novecento. Il suffisso Nuova sta a indicare l’insediamento Ina-Casa costruito attorno al 1960 in via Wybicki.

## Storia
La località è citata per la prima volta negli statuti del Comune di Reggio del 1311, in cui sono indicati i termini dei Borghi di Porta Castello fuori le mura proprio fino alla Rosta. Nel 1314 il Comune di Reggio, con una provvigione, deliberò la costruzione di 24 roste, ossia inferriate, intorno all’abitato urbano. La località è nominata nuovamente in un documento del 1326 in cui viene menzionata una chiesa di santa Maria della Rosta con annesso un ospedale. La chiesa risultava ancora esistente nel XVI secolo. Il mulino della Rosta compare invece nel 1598, dotato di due ruote verticali esterne. Lo si trova ancora nelle carte storiche del XVI e XVII secolo con il medesimo appellativo. Fino al 1960 il territorio di Rosta faceva parte della villa (frazione) e parrocchia di San Pellegrino, che comprendeva i cosiddetti Borghi di Porta Castello estendendosi a sud fino alle frazioni di Coviolo, Rivalta, Canali e Fogliano. Sino al secondo dopoguerra la zona era a carattere prevalentemente agricolo, costellata di case coloniche, ville padronali e edifici legati all’attività agricola, come mulini e altri opifici. Il grande sviluppo urbano arriva a partire dagli anni ’50 e dalla progettazione e costruzione del nuovo quartiere Ina-Casa di “Rosta Nuova” per mano di Franco Albini, Franca Helg e Enea Mandredini consegnato nei primi anni Sessanta, testimonianza significativa dell’architettura moderna del dopoguerra di notevole interesse. Il quartiere, dotato di servizi pubblici e attività commerciali, è caratteorizzato da lunghi porticati posti sotto le stecche di edifici condominiali che non superano i 3 piani, a loro volta immersi nel verde pubblico. Al centro del quartiere è presente la piazza intitolata a Pablo Neruda su cui si affacciano diverse funzioni, fra cui la biblioteca comunale, gli ambulatori medici e la sala civica, un tempo sede del consiglio di circoscrizione. A ponente è situata la chiesa parrocchiale, intitolata a sant’Antonio di Padova e affidata ai Frati Minori “ad nutum S. Sedis” dal giorno della sua fondazione, ossia il 1º novembre 1960, al 2019, anno in cui i religiosi hanno lasciato la cura della parrocchia. Altrettanto forte è stato il protagonismo civico di matrice laico-progressista, rappresentato in passato dal circolo ricreativo e sociale Risorgimento – che era collocato in via Fosse Ardeatine – e, dal 1996, dal centro sociale Rosta Nuova, situato al confine con Pappagnocca, all’interno del grande Parco Noce Nero, su cui gravitano plessi scolastici, sportivi e il cinema d’essai comunale Rosebud. Il quartiere si caratterizza tutt’oggi come un laboratorio sociale dove gruppi di cittadini sperimentano percorsi innovativi di socialità e partecipazione.

## Monumenti e luoghi di interesse

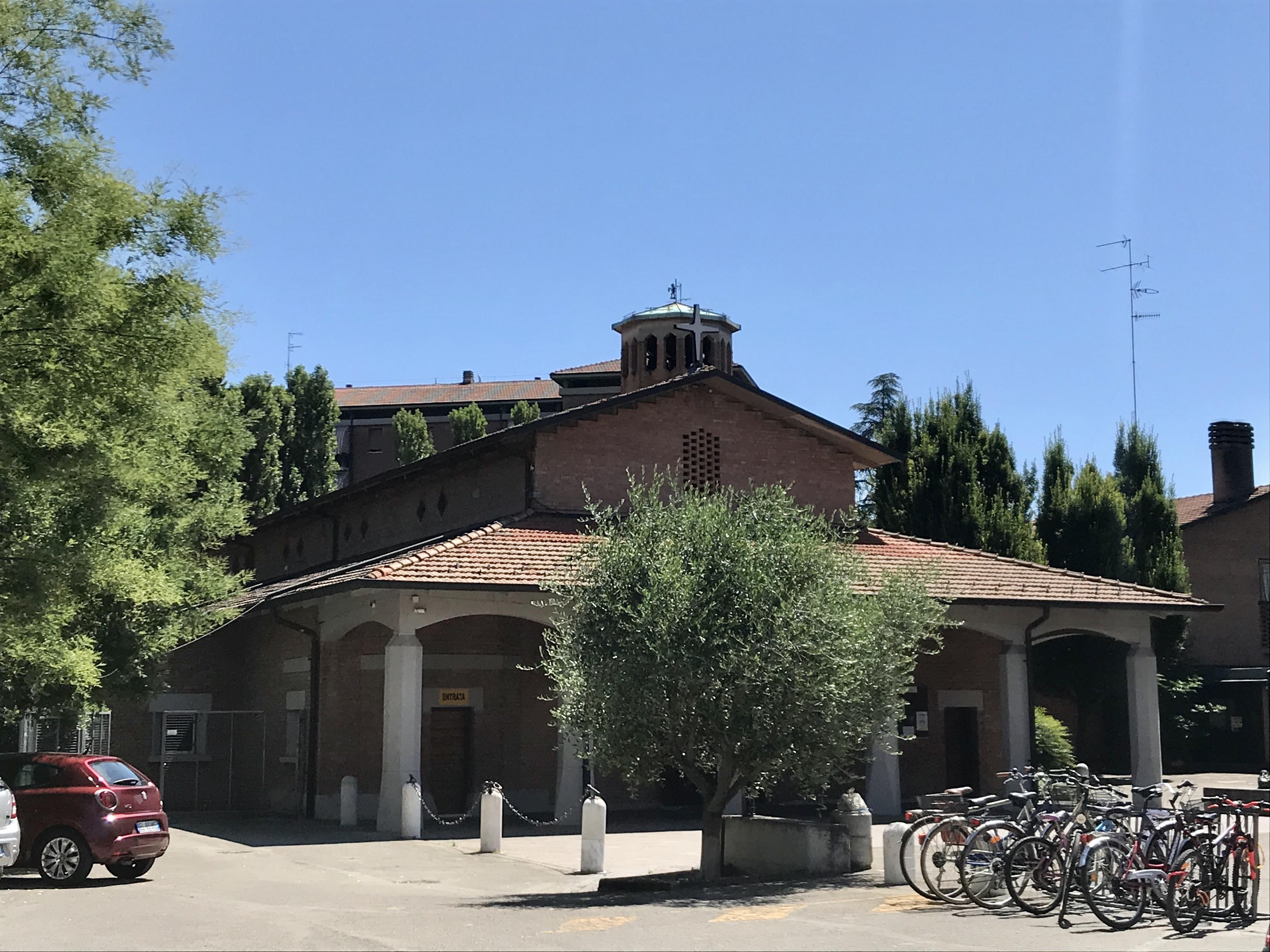
Chiesa di Sant'Antonio di Padova

### Architetture religiose
- Chiesa di sant’Antonio di Padova, via Mutilati del lavoro

### Architetture civili
- Quartiere Ina-Casa Rosta Nuova[6], via Wybicki
- Casino Opizzoni[7], via Martiri di Cervarolo
- Condominio in Via Marotta di Fabrizio Simonazzi[8], via Marotta
- Palazzina Villa San Pellegrino di Fabrizio Simonazzi[9] (1990-1995), via Fosse Ardeatine

### Siti archeologici
- Elementi dell’impianto storico della centuriazione romana[10], via Luciano Manara (tratto sud)

### Aree naturali

#### Giardini
- Giardino privato del Casino Opizzoni[10], via Martiri di Cervarolo

#### Parchi
- Parco Baden Powell (già Parco le Querce)[11], via Marzabotto
- Parco Senza Nome[12][13], via Wybicki
- Parco Quattro Giornate di Napoli[14]
- Parco Noce Nero[15], via Medaglie d’Oro della Resistenza

## Società
Dal 2000 la popolazione di Rosta è stabile se non in leggera diminuzione e ammonta a 5.585 unità (2019). L’indice di vecchiaia è maggiore rispetto alla media comunale (201,5 contro 130) e il tasso di natalità è più basso (6,7 contro 8). Il numero di componenti medi per famiglia è inferiore al dato generale del comune (2 contro 2,1). Gli stranieri sono il 22,2% (rispetto al 16,8% complessivo di tutto il comune) e arrivano per la maggior parte da Albania, Romania e Ucraina.

### Tradizioni e folclore
- Sant'Antonio di Padova C. e D.[2], 13 giugno

### Enti, istituzioni e associazioni
- Mag6 gruppo di economia solidale e conviviale[17], via Roberto Vittorangeli
- Biblioteca Rosta Nuova[18], via Wybicki
- Scuola Adleriana di Psicoterapia[19], via Wybicki
- Centro interculturale Mondinsieme[20], via Marzabotto
- Accademia Pattinaggio Reggio Emilia[21], via Marzabotto
- Associazione nazionale mutilati e invalidi civili di Reggio Emilia[22], via Wybicki
- Associazione Italiana Celiachia Sezione Emilia Romagna[23], via Wybicki
- Parrocchia di sant'Antonio di Padova in Rosta Nuova[24], via Mutilati del Lavoro
- Associazione nazionale partigiani d'Italia[25], sezione Risorgimento
- Associazione di promozione sociale Radici del Cielo[26], via Vittorangeli
- Cooperativa sociale Giro del Cielo[27], via Wybicki
- CNGEI associazione scoutistica[28], via Marzabotto

## Cultura

### Infanzia
- Scuola dell'infanzia comunale Anna Frank[29], via Mutilati del Lavoro
- Scuola dell'infanzia statale Leonardo Da Vinci[30], via Leonardo da Vinci
- Scuola dell'infanzia statale Renzo Pezzani[31], via Wybicki

### Scuola dell'obbligo
- Scuola primaria Renzo Pezzani[32], via Wybicki
- Istituto comprensivo Sandro Pertini 1[33] e 2[34]

### Altro
- Biblioteca Rosta Nuova, via Wybicki
- Centro sociale Rosta Nuova[35][36], via Medaglie d’Oro della Resistenza
- Cinema d'essai Rosebud[37], c/o parco Noce Nero
- RGS - Scuola e corsi di chitarra[38], via Quattro Giornate di Napoli

## Geografia antropica

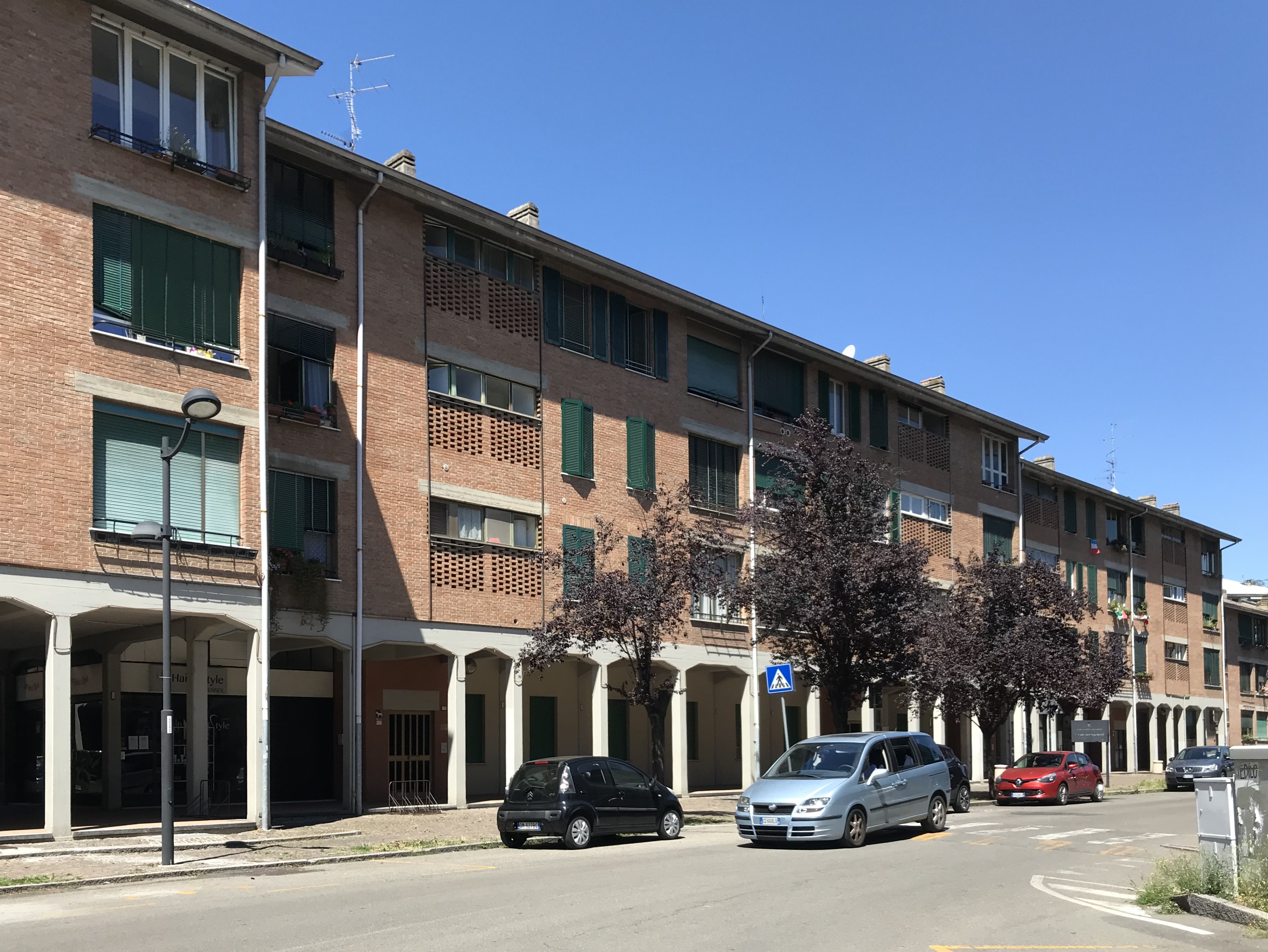
Residenze e negozi in via Wybicki

L’espansione edilizia del quartiere, a carattere prevalentemente residenziale, ha avuto inizio negli anni ‘50 con le lottizzazioni poste a cavallo di viale Risorgimento e il tratto urbano della strada statale 467 (via Martiri di Cervarolo). In quel periodo il resto del territorio era prevalentemente agricolo, ad eccezione della zona di via Marzabotto, via Ca’ Marastoni e via Fosse Ardeatine dove oltre alle abitazioni era presente la casa del popolo di Strada Alta e la sezione Anpi. Fra la fine degli anni ‘50 e l’inizio degli anni ‘60 nasce il quartiere Ina Casa “Rosta Nuova”: con esso sono costruite la chiesa, le scuole e nuove arterie stradali: via Luciano Manara, via Wybicki e via Mutilati del Lavoro. Il quartiere di Rosta Nuova nasceva come un piano di edilizia residenziale pubblica che prevedeva la costruzione di 516 alloggi e spazi commerciali con 38 negozi su un’area di 108.000 mq, collocati allora in un’area tra la città e la campagna. Il rione si è andato via via completando negli anni '80 e '90 espandendosi verso la località Pappagnocca attraverso la realizzazione di edifici a sviluppo verticale e del grande Parco Noce Nero, il principale polmone verde del quartiere, ove sono peraltro collocati diversi servizi pubblici, sia scolastici che sportivi e ricreativi. Attualmente buona parte del quartiere è sottoposta a regime di zona 30.

## Economia
L’ambito territoriale è a carattere prevalentemente terziario, dominato da commercio al dettaglio e servizi. Il tessuto prettamente residenziale del quartiere ha portato ad escludere l’insediamento di piccole e medie imprese. Il commercio e i servizi sono collocati lungo i principali assi di attraversamento.

## Infrastrutture e trasporti
Il quartiere è attraversato da una fitta maglia di piste ciclabili e itinerari ciclopedonali che lo collegano con il centro storico e i quartieri limitrofi. Lungo il canale di Secchia è presente un percorso ciclonaturalistico che, attraversando il Buco del Signore, porta a sino a Fogliano.
Il principale asse stradale che attraversa Rosta è rappresentato dal tratto urbano della strada statale 467 di Scandiano, che assume il nome di via Martiri di Cervarolo.
Le linee del trasporto pubblico locale sono ad alta frequenza e collegano con il centro città, gli istituti penitenziari, le due principali stazioni ferroviarie e Pieve Modolena.

## Amministrazione
Il territorio di Rosta è sempre stato sottoposto alla giurisdizione del Comune di Reggio, suddiviso fra le ville (frazioni) di San Pellegrino e, in minima parte, di Ospizio. Dal 1978 al 2009 ha fatto parte della Circoscrizione Quinta e, dal 2009 al 2014, della Circoscrizione Sud. In loco, presso la sala civica comunale di via Wybicki, avevano sede gli uffici circoscrizionali e la sala del Consiglio. Il governo della circoscrizione (che comprendeva anche le frazioni più esterne e i quartieri limitrofi) è sempre stato retto da maggioranze di sinistra guidate dal PCI e dal PSI e, dal 1995, di centrosinistra.

## Sport
La zona è ricca di impianti sportivi, alcuni dei quali sono situati all’interno del Parco Noce Nero, già in territorio di Pappagnocca. Le strutture limitrofe a via Wybicki sono:
- Campo di calcio Chiarino Cimurri[40] gestito dall’A.C. Tricolore Reggiana[41], via Mutilati del Lavoro
- Palestra scolastica Renzo Pezzani[42] gestita da UISP (scherma, badminton, attività ginnico-motorie), via Wybicki.

Altre strutture sportive minori sono presenti nell’area parrocchiale.